# 아이라정 (기모쓰키군)
아이라정(일본어: 吾平町)은 일본 가고시마현 남동 오스미 반도의 중간에 있던 정이다. 
2006년 1월 1일에 가노야시·기호쿠정·구시라정과 대등합병해 신 가노야시가 되었다.

## 역사
- 1889년 4월 1일 - 정촌제 시행에 의해 아이라촌이 성립하였다.
- 1947년 10월 15일 - 정으로 승격해 아이라정이 되었다.
- 2006년 1월 1일 - 가노야시·기호쿠정·구시라정과 합병해 신 아이라정이 성립하였다.

## 참고 문헌
- 角川日本地名大辞典編纂委員会,『角川日本地名大辞典 鹿児島県』1983, 角川書店